# 1988 MF
1988 MF är en asteroid i huvudbältet som upptäcktes den 16 juni 1988 av den amerikanska astronomen Eleanor F. Helin vid Palomarobservatoriet.
Asteroiden har en diameter på ungefär 2 kilometer och den tillhör asteroidgruppen Hungaria.